# Мору језик
Мору језик је језик из породице нило-сахарских језика, централносуданска грана. Њиме се служи око 70.000 становика у вилајетима Централна Екваторија и Западна Екваторија, а највише око Мундрија у Јужном Судану. Састоји се из неколико сличних дијалеката и користи латинично писмо.